# Coro della polifonica materana Pierluigi da Palestrina
Il Coro della polifonica materana "Pierluigi da Palestrina” è un coro fondato nel 1944. Ha sede a Matera ed è diretto dal maestro Carmine Antonio Catenazzo.

## Storia

### Inizi
Il coro della polifonica materana "Pierluigi da Palestrina” è stato fondato nel 1944 dal professor Lucio Marconi e dal canonico don Luigi Paternoster, per lungo tempo rispettivamente direttore e organista, presso la chiesa di San Giovanni Battista a Matera.
Il coro iniziò la propria attività con un repertorio di musica sacra per voci pari maschili. Venne in seguito integrato con una sezione di voci bianche, ampliando il repertorio. Il coro fu impegnato sia nelle funzioni sacre presso la chiesa di San Francesco da Paola, sia in concerti locali e nella regione della Basilicata.
Il coro svolse in seguito il ruolo di cappella musicale della cattedrale cittadina.

#### Dopoguerra
L'associazione corale iniziò a svolgere concerti in Matera e in provincia e tenne dei corsi musicali e di canto corale, concessi dal provveditorato agli studi e partecipando alle manifestazioni promosse dal ministero competente.
Nel 1965 vinse a Napoli il primo premio al Concorso corale nazionale indetto dal Ministero della pubblica istruzione.
Dal 1990 il coro è stato rifondato e diretto dal maestro Carmine Antonio Catenazzo.

## Attività
Il coro tiene concerti, presentando sia composizioni polifoniche, sia canti popolari materani.
Ogni anno viene organizzata presso i Sassi di Matera la rassegna polifonica Petra Matrix, alla cui edizione del 2007 si sono esibiti i Tenores de Bitti. Organizza inoltre a Matera il concorso corale "Antonio Guanti". Sempre a Matera ha partecipato a numerose edizioni del Festival Duni: nel 2001 con la schola gregoriana, nel 2002 con il coro polifonico, che si è esibito in un programma sinfonico-corale sotto la direzione del maestro Nicola H. Samale, nel 2005 con un programma tematico sull'evoluzione della musica vocale sacra diretto dal maestro Catenazzo.
All'organico corale si affianca anche una orchestra da camera, che accompagna il coro nell'esecuzione del repertorio concertato con orchestra, ed una schola gregoriana, per l'esecuzione di canti liturgici.
Il coro ha effettuato una tournée in Germania (1996) ospite dell'Università della Saarland, esibendosi anche nel duomo di Treviri in occasione dell'esposizione della Tunica Christi. In collaborazione con il coro e l'orchestra dell'Università della Saarland (1997) ha eseguito il Requiem KV 626 di Mozart, e di questa esecuzione è stato pubblicato un CD live.
Nel 2000 si è esibito nella basilica di San Pietro alla presenza di Giovanni Paolo II in occasione del giubileo della Basilicata e nel Natale dello stesso anno in collegamento via internet con Israele e Palestina per le Giornate mondiali per la pace in Medio Oriente. 
Ha partecipato alla rassegna internazionale di musica sacra "Virgo lauretana" che si è svolta a Loreto dal 19 al 23 aprile 2006, in rappresentanza dell'Italia.
Ha collaborato con Michele Mirabella nella realizzazione di due oratori dedicati al Natale ed alla Pace (2002 – 2005). Ha pubblicato i cd Ecce Lignum – I Grandi Polifonisti sotto la Croce (2004), dedicato alla musica vocale sacra ispirata alla Passione di Cristo, in occasione dei 60 anni dalla costituzione dell'associazione, Coramore (2010), in occasione del ventennale del nuovo coro; Contemporanea (2017) nell'ambito del Progetto Mibact "Salvaguardia della Cultura Musicale Tradizionale".
Il coro ha tenuto concerti in tutta Italia, ha partecipato a rassegne corali nazionali ed internazionali; ha eseguito opere in prima assoluta ed ha collaborato con i maestri Piero Bellugi, Nicola Samale, Vincenzo Perrone, Vito Clemente ed altri.
Ha partecipato ad alcune trasmissioni televisive (TRM, Rete4 Domenica del villaggio e diretta Sante Messe da Matera e San Giovanni Rotondo, RAI3 Geo&Geo, TV2000 La Canzone di Noi e Nel Cuore della Domenica).

## Tournée
- Germania (1996)

## Discografia
- 45giri Canti popolari materani - Fonit Cetra - 1965
- CD Wolfgang Amadeus Mozart - Requiem - in collaborazione con il coro e l'orchestra da camera "Mozart" dell'Università della Saarland - distribuzione in Germania - 1997
- CD Ecce Lignum - I grandi polifonisti sotto la Croce - distribuito da ARES e da "Bottega Discantica" - 2004
- CD Coramore - Farelive - 2010
- CD Contemporanea - Farelive - 2017